# ドナルド・ラニクルズ
ドナルド・ラニクルズ（Donald Runnicles, 1954年11月16日 - ）は、イギリス・スコットランドの指揮者。

## 略歴
スコットランドのエディンバラ生まれ。ケンブリッジ大学及びエディンバラ大学に学ぶ。
ドイツのマンハイムでアシスタントを務めたのち、1989年にフライブルク劇場の音楽監督としてキャリアを開始し、バイロイト音楽祭に呼ばれ『タンホイザー』などを指揮している。以後ウィーン国立歌劇場・メトロポリタン歌劇場など欧米各地で定期的に歌劇場の指揮台に立つ。
1992年から2009年までサンフランシスコ・オペラの音楽監督、2009年から2016年までBBCスコティッシュ交響楽団の首席指揮者、2009年からベルリン・ドイツ・オペラの音楽監督を務める。
左手に指揮棒を持つ数少ない第一級の指揮者の一人である。